# L'Otage (film)
Pour les articles homonymes, voir Otage (homonymie).
Pour plus de détails, voir Fiche technique et Distribution.
L'Otage (Cuore cattivo) est un film de casse italien réalisé par Umberto Marino et sorti en 1995.
Le film est l'adaptation cinématographique de la pièce Dove nasce la notizia écrite et mise en scène par Umberto Marino et jouée au théâtre par les mêmes acteurs (Kim Rossi Stuart, Cecilia Genovesi, Massimo Wertmüller et Ludovica Modugno). Elle s'inspire d'un fait divers générique, presque ordinaire et marginal dans les banlieues italiennes et romaines en particulier.

## Synopsis
En banlieue de Rome durant l'été, deux jeunes hommes s'apprêtent à braquer un bureau de tabac, mais sont arrêtés par la police. L'un des deux braqueurs, Claudio Scalise, parvient à s'échapper en se réfugiant dans l'appartement d'Esther Cipriani, en se faisant passer pour un technicien de Sip. Claudio est un cocaïnomane au chômage qui s'est improvisé braqueur pour rembourser une dette. Esther est une jeune fille timide et renfermée qui vit recluse à cause d'un accident qui l'oblige à se déplacer en fauteuil roulant. Alors que Claudio essaie de trouver un moyen de s'en sortir, l'arrivée inattendue de la mère d'Esther sème la panique et l'agitation chez le jeune homme qui, dans un accès de rage, chasse la femme et prend Esther en otage, en se barricadant dans la maison.
La police, déjà sur le qui-vive, arrive et encercle la maison en essayant de le convaincre de se rendre. Le seul interlocuteur de Claudio est le commissaire à qui il demande, presque dans un état de confusion, un juge pour négocier, rejetant les accusations de viol sur Esther. Après une longue attente, entre appels à l'aide désespérés et accès de colère continus, l'arrivée du juge Isernia, inexpérimenté et formel, ne convainc pas Claudio qui est encore plus irrité par l'utilisation de gaz lacrymogènes par la police au cours de la négociation. Le commissaire, après avoir lu le dossier de Claudio et de son complice Sabelli, est convaincu d'avoir affaire à un marginal, mais pas à un violent, et tente une médiation qui n'aboutit pas. Pendant ce temps, Esther, voyant les reportages à la télévision, a l'intuition de proposer une solution en appelant le journaliste Massimo Salvadori, animateur de l'émission Dove nasce la notizia, pour que Claudio précise que ce n'est pas lui qui a tiré sur le buraliste.
La demande est acceptée et Salvadori arrive avec son cadreur pour réaliser l'interview en promettant de revenir dans la soirée pour filmer en direct la reddition de Claudio. Avant que Salvadori ne parte, Claudio lui avoue que l'arme qu'il a en sa possession n'est en fait pas chargée, confiant que le journaliste ne le révélera à personne, car l'intérêt des médias pour cette histoire cesserait. L'appel téléphonique de Stefano, un ami qui s'occupe de personnes handicapées, bouleverse Esther qui tente de se suicider en se taillant les veines, mais Claudio l'en empêche et, ému, commence à s'approcher d'elle. Claudio lui montre la photo de sa petite amie Sonia, réfléchissant à la connaissance réelle que l'on peut avoir d'une personne, tandis qu'Esther éprouve un sentiment caché et conflictuel pour Stefano et rêve d'une opération en Suisse qu'elle n'a pas les moyens de s'offrir. Le soir, des groupes de personnes handicapées, des habitants de la ville, Sonia et Stefano se rassemblent autour de la maison et tout est prêt pour la diffusion en direct à la télévision, qui est précédée d'une interview avec le ministre et la famille de Claudio. Un événement imprévu, un grave attentat à Milan faisant des morts et des blessés, provoque le report de l'émission en direct, ce qui exaspère Claudio qui pointe un pistolet déchargé sur la tempe de Salvadori, ordonnant la reprise de l'émission en direct. Claudio sort alors dans la véranda, protégeant le journaliste, mais il est mortellement touché par un tireur embusqué.

## Fiche technique
- Titre français : L'Otage (titre DVD)[1]
- Titre original : Cuore cattivo[2]
- Réalisation : Umberto Marino
- Scénario : Umberto Marino
- Photographie : Alessio Gelsini Torresi (it)
- Montage : Simona Paggi (it)
- Musique : Francesco Verdinelli (it)
- Décors : Stefano Giambanco
- Sociétés de production : Dania Film, Globe Film, Rai
- Pays de production :  Italie
- Langue originale : italien
- Format : couleurs - Son Dolby Digital
- Genre : film de casse
- Durée : 92 minutes
- Dates de sortie : 
  - Italie : 10 mars 1995

## Distribution
- Kim Rossi Stuart : Claudio Scalise
- Cecilia Genovesi : Esther Cipriani
- Massimo Ghini : Commissaire
- Massimo Wertmüller : Massimo Salvadori
- Ludovica Modugno : la mère d'Esther
- Massimo Popolizio : ministre
- Federico Scribani : juge Isernia
- Mauro Leuce : capitaine du NOCS
- Clarita Gatto : Miriam
- Romolo Passini : policier Gullotta
- Valerio Mastandrea : policier Inzerillo
- Gianluca Gugliarelli : Romano, le caméraman
- Barbara Livi : Sonia
- Paolo Calabresi : journaliste de télévision
- Dario Sgreccia : deuxième voleur